# Cleome potosina
Cleome potosina là một loài thực vật có hoa trong họ Màng màng. Loài này được B.L.Rob. mô tả khoa học đầu tiên năm 1893.